# Елвіс Грегорі
Елвіс Грегорі (ісп. Elvis Gregory; нар. 18 травня 1971, Гавана, Куба) — кубинський фехтувальник на рапірах, срібний (1992 рік) та дворазовий бронзовий (1992 та 1996 роки) призер Олімпійських ігор, дворазовий чемпіон світу.

## Виступи на Олімпіадах
| Олімпіада      | Дисципліна           | Місце |
| -------------- | -------------------- | ----- |
| Барселона 1992 | індивідуальна рапіра | 3     |
| Барселона 1992 | командна рапіра      | 2     |
| Атланта 1996   | індивідуальна рапіра | 9     |
| Атланта 1996   | командна рапіра      | 3     |
| Сідней 2000    | індивідуальна рапіра | 9     |
| Сідней 2000    | командна рапіра      | 7     |